# ヒメアオキ
ヒメアオキ（姫青木、学名: Aucuba japonica var. borealis）はガリア科アオキ属の常緑低木。日本の太平洋側の暖温帯林下に自生するアオキの日本海側多雪地帯型の変種で、アオキよりひとまわり小さい。

## 形態・生態
高さは1mほど、幹は直立せず積雪にまかせるように横這いし、葉がつく部分で斜めに立ち上がる。
葉の形は長楕円形で、葉の縁には粗い鋸歯がある。
雌雄異株。花期は3〜5月で、小さい褐色の花をつける。
果実は卵形の液果で、種子を1個含み、秋頃から赤く熟し、翌年の開花の頃までついている。

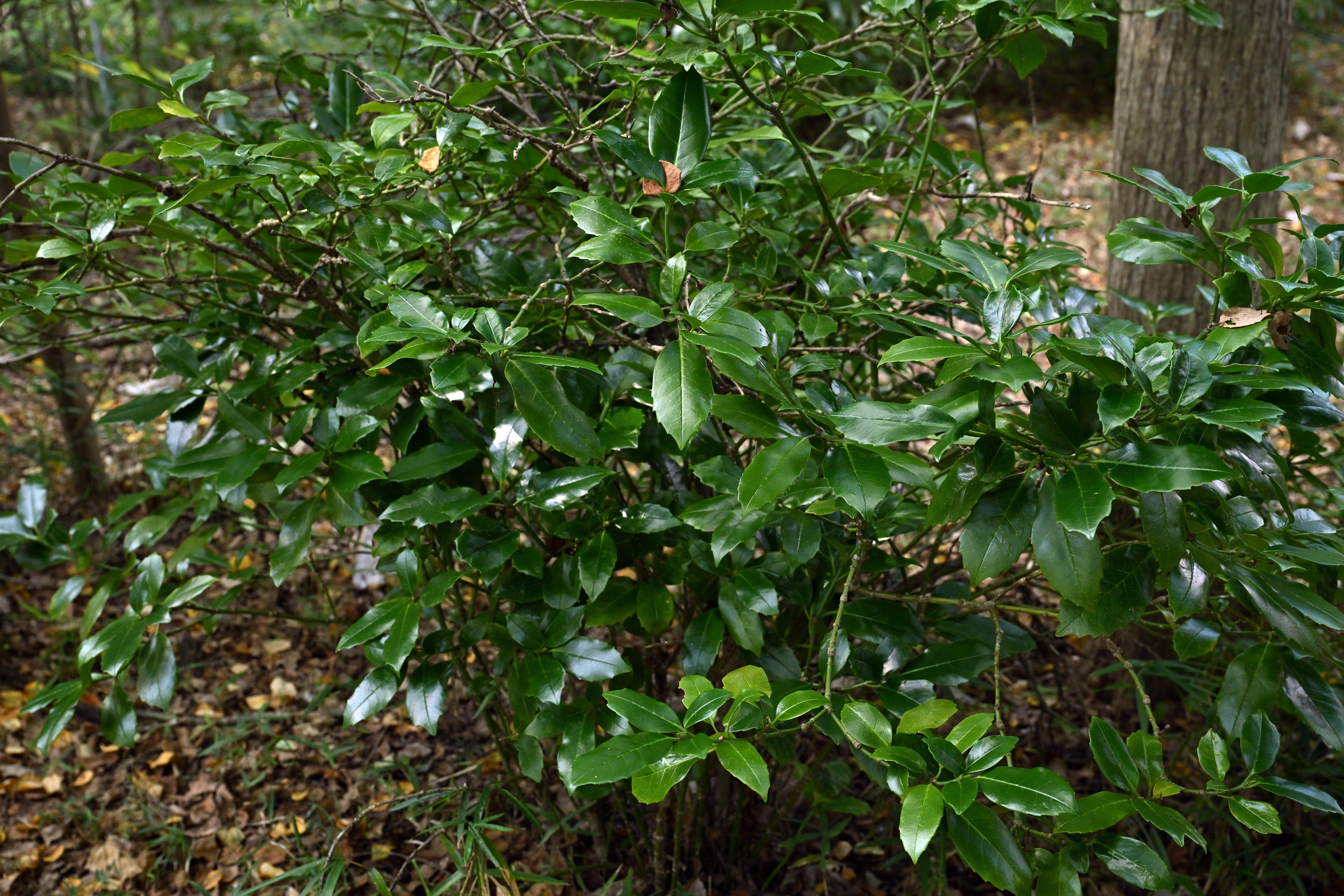
樹姿
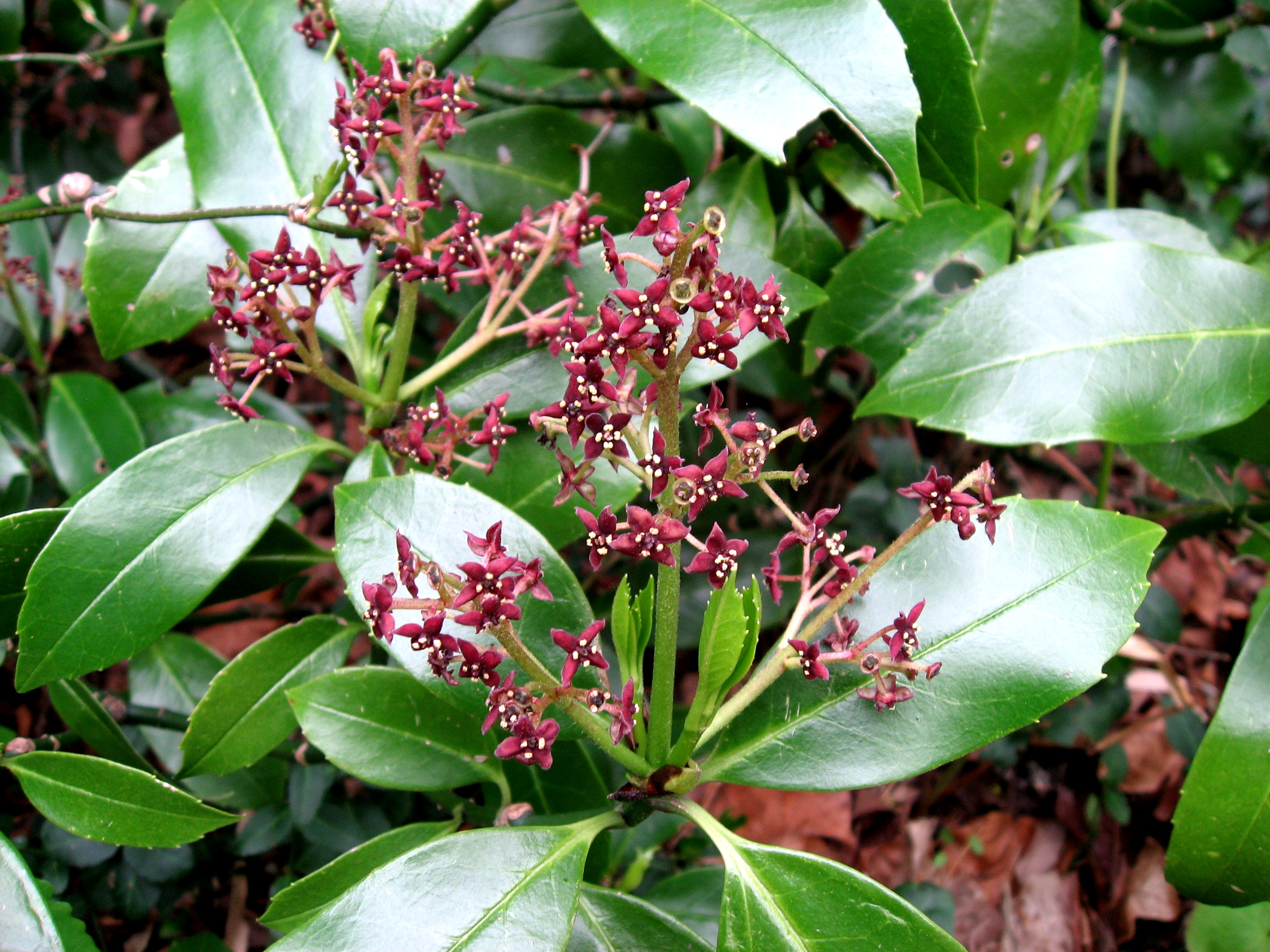
雄花
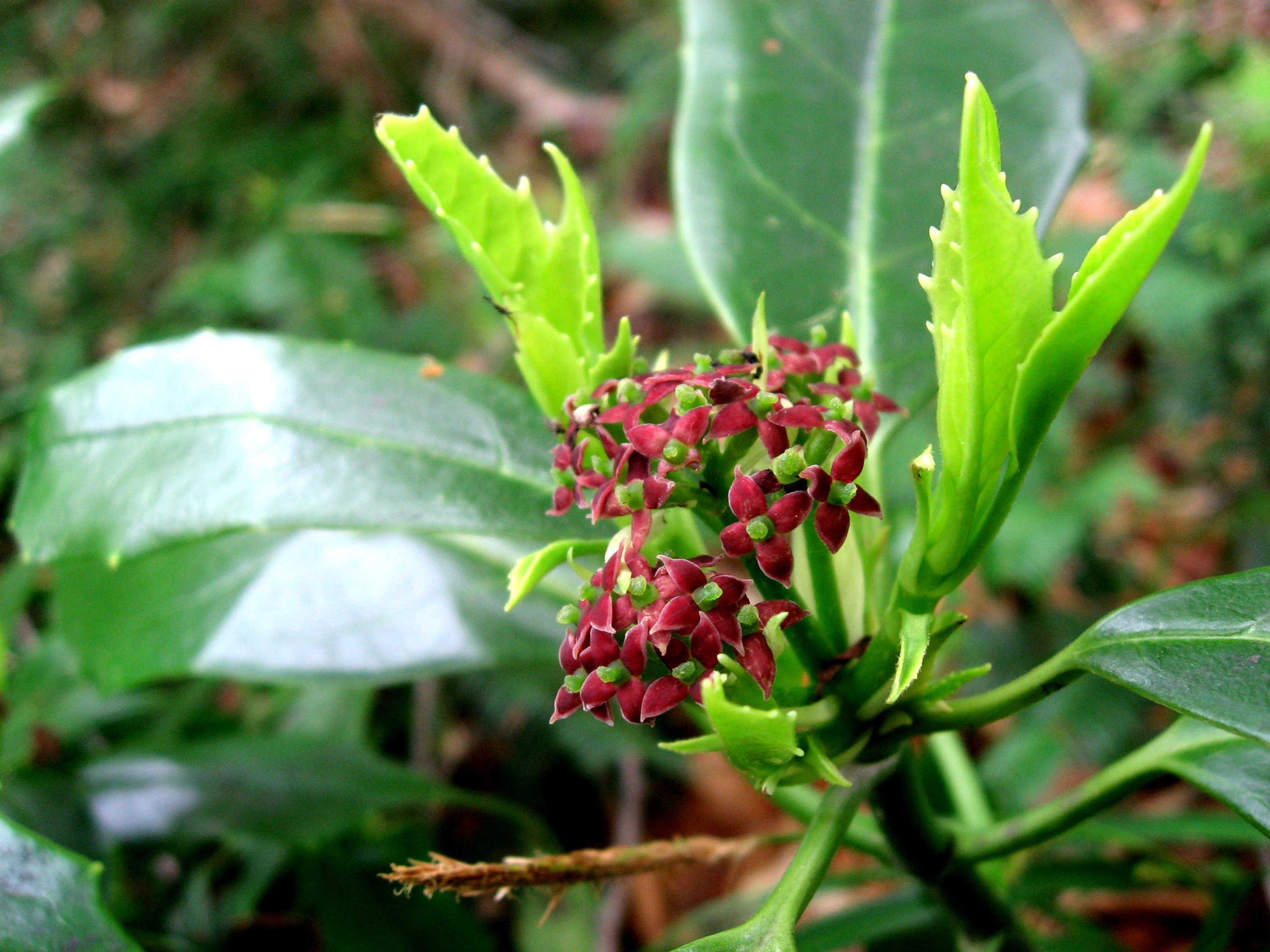
雌花

## 分布と生育環境
日本の北海道、本州の日本海側の多雪地帯に分布し、山地の林内、林縁のやや日陰になる場所に自生する。エゾユズリハ、ユキツバキ、ヒメモチ、ツルシキミ、ハイイヌガヤなどの日本海要素の常緑地這植物とともに、ブナ林などの林床にみられる。